# Subtrópico

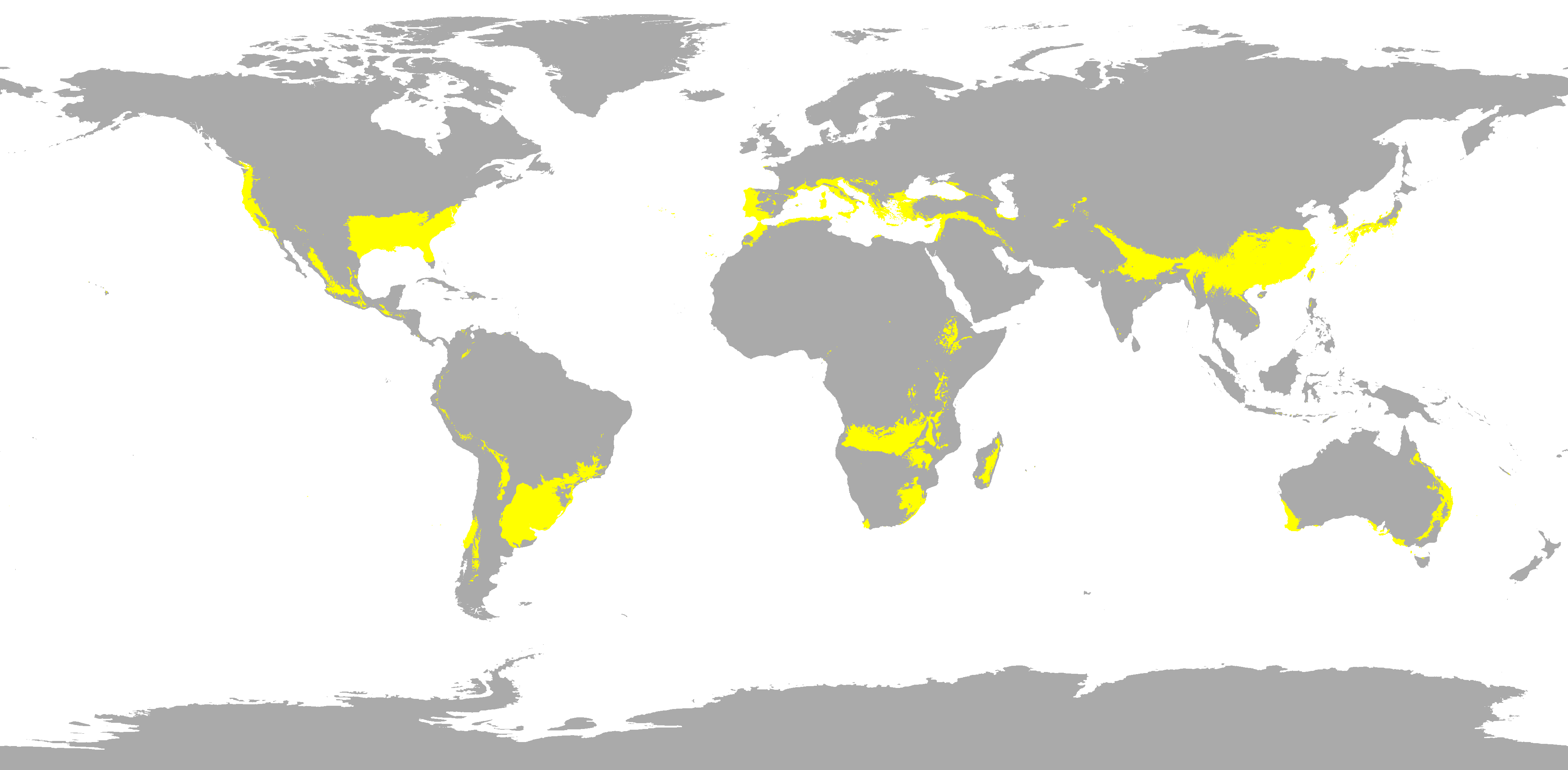
Clima subtropical segundo Köppen.

Subtropicais são as zonas da Terra imediatamente ao norte e ao sul da zona tropical, que é delimitada pelos trópicos de Câncer e de Capricórnio, na latitude 23,5° norte e sul. O termo "subtropical" indica a região climática localizada adjacente aos trópicos, normalmente entre 20 e 35 graus de latitude nos dois hemisférios, mas ocasionalmente encontrada em latitudes ligeiramente maiores. 

## Definições
De acordo com o climatologista Glenn G. Trewartha, uma região subtropical deve ter durante pelo menos oito meses, uma temperatura média de 10° C ou acima. Sua revisão da classificação climática de Köppen-Geiger atribui a essas áreas, a letra C, enquanto que outras zonas englobadas no original grupo classe C de Köppen-Geiger seriam consideradas partes do grupo C. 
O climatologista americano John F. Griffiths em seu livro "Climatologia aplicada" descreveu a zona subtropical como tendo um dos meses mais frios entre 6 °C e 18 °C e atribuiu a este grupo, a letra B, enquanto que no original grupo B da taxonomia de Köppen-Geiger seria distribuído ao longo de vários grupos com base nas temperaturas. 
Os climatologistas alemães Carl Troll e Karl-Heinz Paffen definiram warmgemäßigte Zonen ( "zonas temperadas quentes") terras planas e montanhosas com uma temperatura média do mês mais frio entre 13 °C e 2 °C no Hemisfério norte e entre 13 °C e 6 °C no Hemisfério sul, excluindo os climas oceânicos e continentais e considerando-os subtropical.

## Características
Nos climas subtropicais os invernos são relativamente quentes, mas não tão quentes como no verão. Nestes climas raramente vê-se gelo ou neve, e plantas como as palmeiras, citrus e muitas espécies de angiospermas de folhas persistentes florescem, em contraste com as árvores caducifólias e coníferas que dominam climas de latitude médias. A medida que se aproxima da divisa com os trópicos, a estação fria desaparece por completo, enquanto que no outro extremo da aproximação com os polos, os invernos tornam-se muito mais frios. 
Padrões de níveis pluviométricos variam muito ao longo de toda a região subtropical incluindo desertos quentes, savanas, florestas de monção, florestas úmidas e as regiões mais quentes da zona climática do Mediterrâneo. As regiões subtropicais incluem a maior parte da Califórnia (tipo mediterrânico), os baixos desertos do sudoeste dos Estados Unidos (tipo árido quente), a costa do Golfo e a maior parte da Flórida (tipo úmido), o sul do Mediterrâneo e o norte do Saara, norte da Índia (monções), sudeste da China (úmido), a parte central da América do Sul (variado), grande parte da Austrália (variado) e o litoral da África do Sul. Mesmo a distante costa sudoeste da Cornuália, no Reino Unido cumpre os dois requisitos - média de 6 °C no mês mais frio e oito meses, com uma média acima de 10 °C (especificamente, as ilhas Scilly). Plymouth em Devon cumpre apenas as exigências de John F. Griffiths para um clima subtropical - média de máximo 9 C e mínimo de 4 °C no mês mais frio. E não é de se estranhar, portanto, que cresçam palmeiras verdadeiras em Devon e na Cornuália.

### Áreas subtropicais
Exemplos de áreas subtropicais no mundo são:
Na África
- Norte da África: Argel, Argélia; Cairo, Egito; Casablanca, Marrocos; Trípoli, Líbia; Túnis, Tunísia; Canárias (Espanha); Arquipélago da Madeira (Portugal).
- África do Sul: Cidade do Cabo, Durban e East London, África do Sul; Maseru, Lesoto

Nas Américas
- Os Estados Unidos: Atlanta, Geórgia; Charleston, Carolina do Sul; Dallas, Texas; Houston, Texas; Las Vegas, Nevada; Los Angeles, Califórnia; Nova Orleães, Luisiana; Orlando, Flórida; Phoenix, Arizona;  Raleigh, Carolina do Norte; São José, Califórnia; Savannah, Geórgia; Tucson, Arizona; Austin, Texas; San Antonio, Texas; Jacksonville, Flórida; Richmond, Virgínia; Memphis, Tennessee; Tampa, Flórida; Nashville, Tennessee
- América Latina: Buenos Aires, Argentina; Lima, Peru; Cidade do México, México; Montevideu, Uruguai; Santiago, Chile; São Paulo, Brasil

Na Eurásia
- China: Guangzhou, Hong Kong, Macau, Xangai, Chongqing, Chengdu, Wuhan, Xiamen, Nanjing, Changsha, Taipei, Nanning
- Europa: zonas terrestres ao redor do mar Mediterrâneo, incluindo a maior parte da Península Ibérica
- Filipinas: Baguio, Batanes
- Geórgia: Batumi
- Índia: Amritsar,
- O Oriente Médio: Bagdá, Iraque; Beirute, Líbano; Paquistão; Jerusalém, Israel; Lataquia, Síria; Riade, Arábia Saudita; Tel Aviv, Israel
- Rússia: Sochi, Tuapse
- Turquia: Adana, Antalya, Izmir, Mersin
- Vietnam: Hanoi, Hai Phong, Da Lat

Na Oceania
- Austrália: Adelaide, Brisbane, Perth, Sydney
- Nova Zelândia: Auckland

## Flora Subtropical

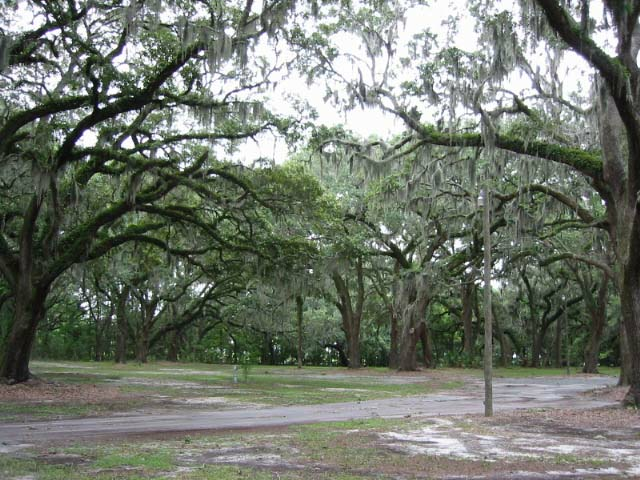
Savannah, Geórgia: Carvalhos com musgo espanhol. Esta é uma cena típica na região subtropical do leste dos Estados Unidos.
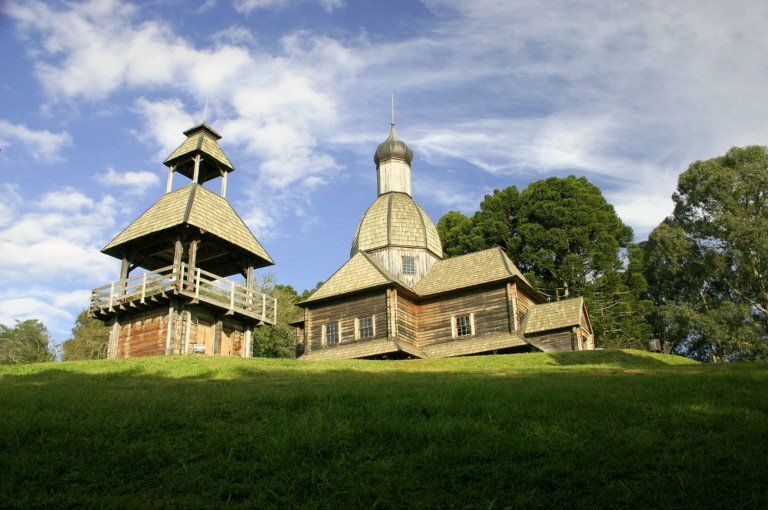
Curitiba: Carvalho com araucárias. Esta é uma cena típica na região subtropical do sul do Brasil.